# Fossombroniaceae
Fossombroniaceae nom. cons., porodica jetrenjarki u redu Fossombroniales. Ime je dobila po rodu Fossombronia kojemu pripada 119 vrsta. Uz ovaj rod porodici se dodaju i rodovi Austrofossombronia i Simodon.

## Rodovi
1. genus: Austrofossombronia R.M. Schust. (1 sp.)
2. genus: *Codonia Dumort. nom. illeg.
3. genus: Codonia Dumort.
4. genus: Fossombronia Raddi (119 spp.)
5. genus: *Maurocenia Léman nom. illeg.
6. genus: **Maurocenias O. Yano & Gradst. nom. inval.
7. genus: *Maurocenius Gray nom. illeg.
8. genus: Simodon (Lindb.) Lindb.